# Kreisläufer (Handball)

Die Spielposition des Kreisläufers im Angriff (KM)

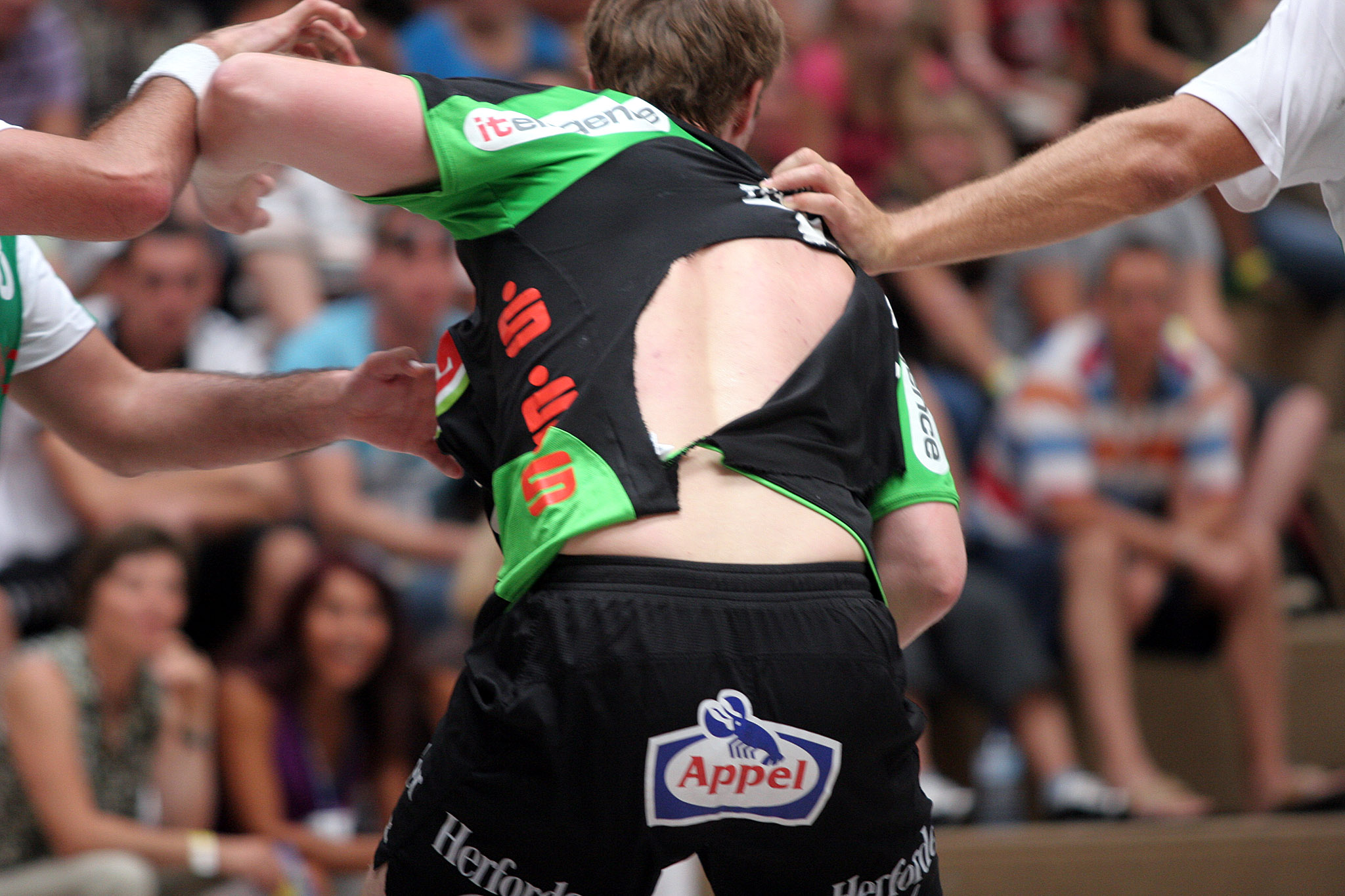
Kreisläufer – hier Vignir Svavarsson – haben intensiven Körperkontakt mit der Abwehr

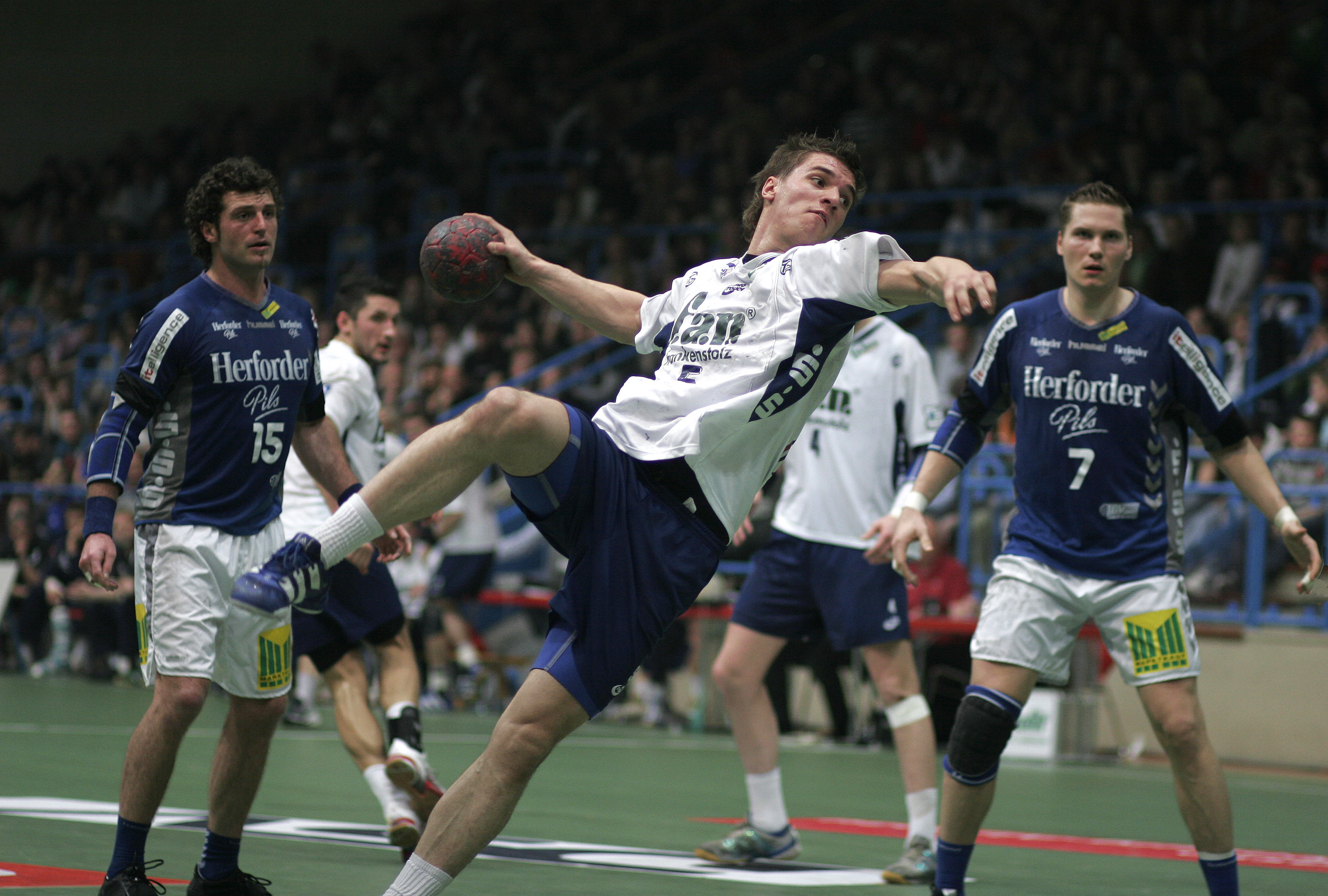
Hannes Volk, Kreisläufer beim TV Großwallstadt bei einer Aktion am Kreis

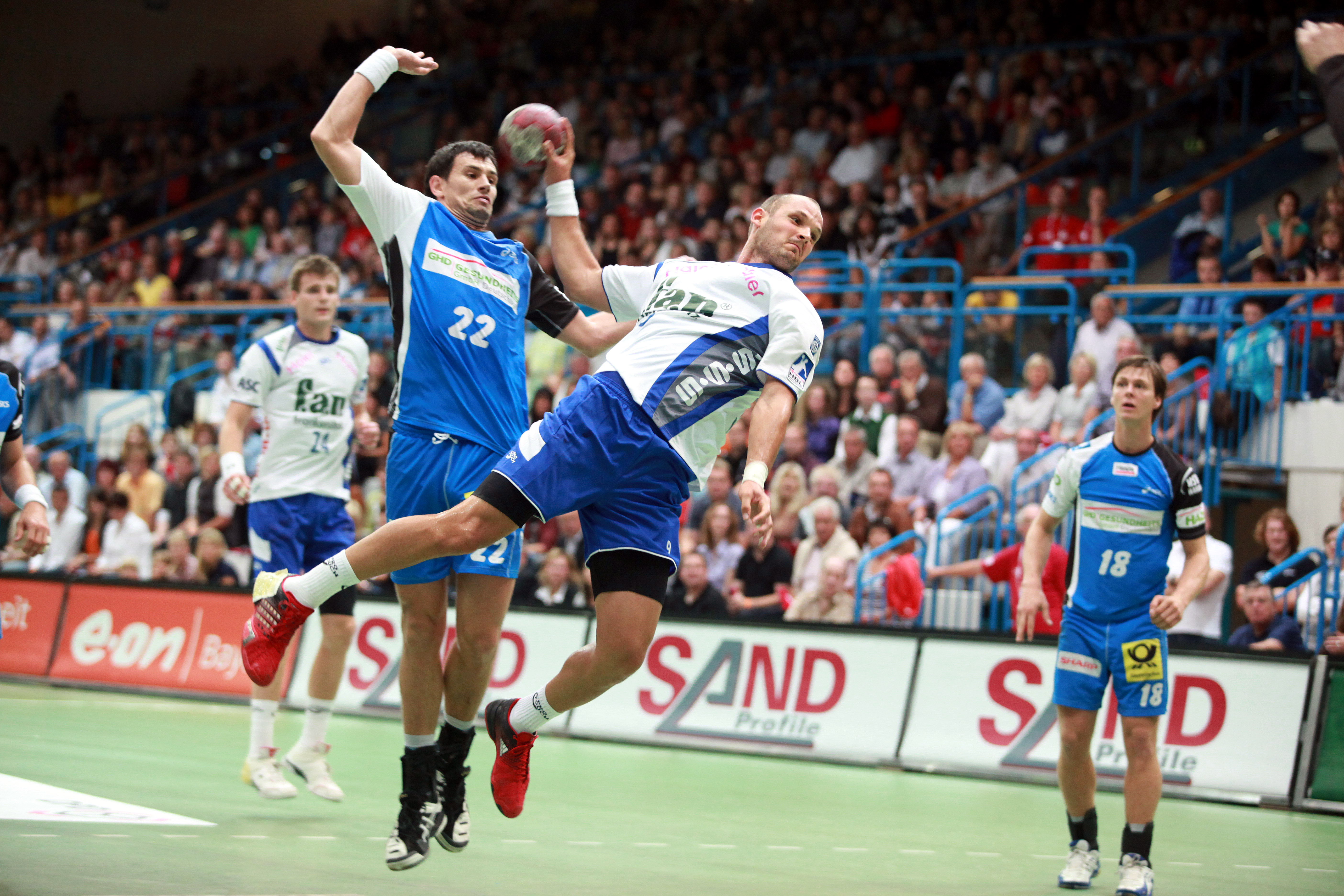
Jens Tiedtke, deutscher Nationalspieler und Kreisläufer

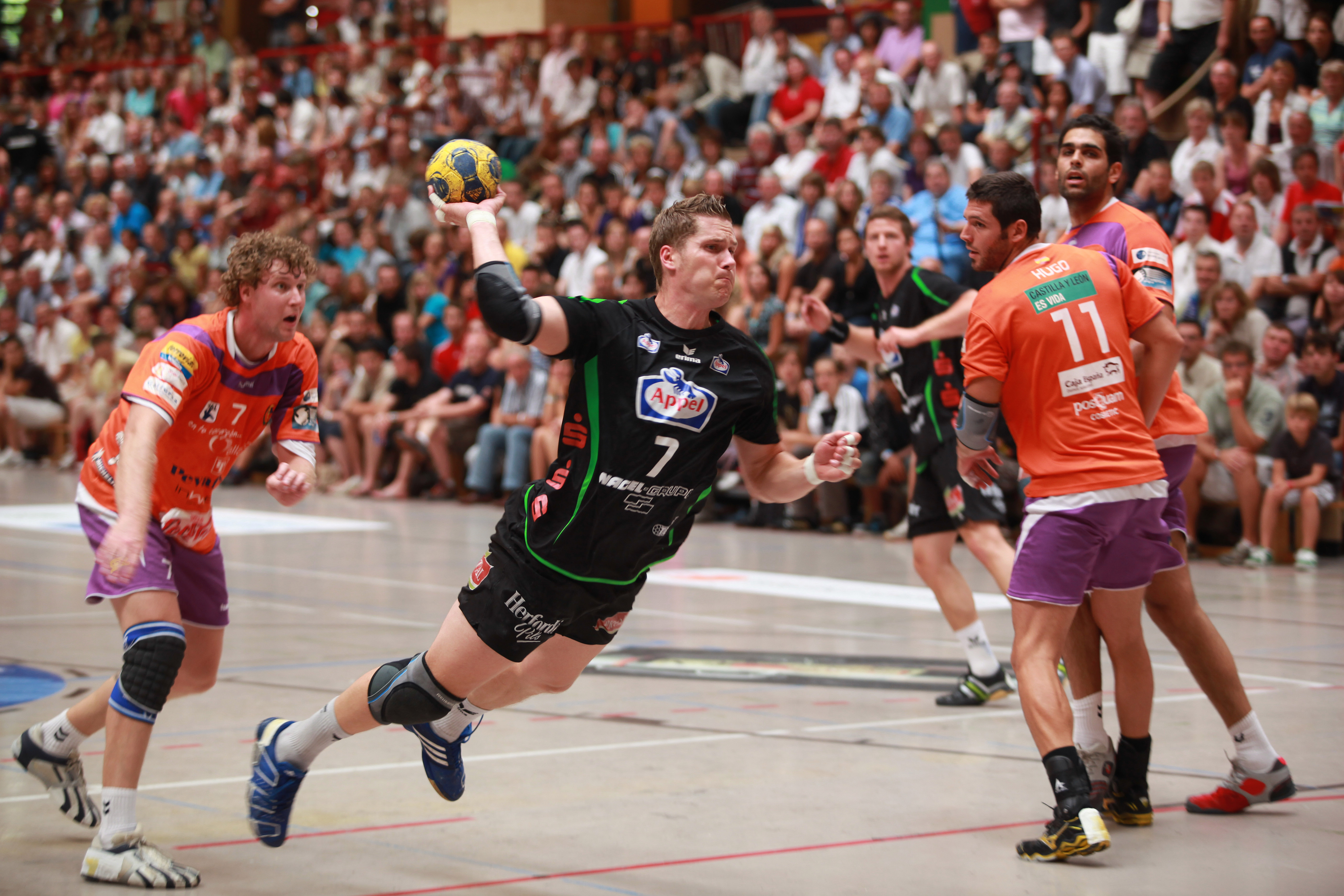
Sebastian Preiß, deutscher Nationalspieler und Kreisläufer

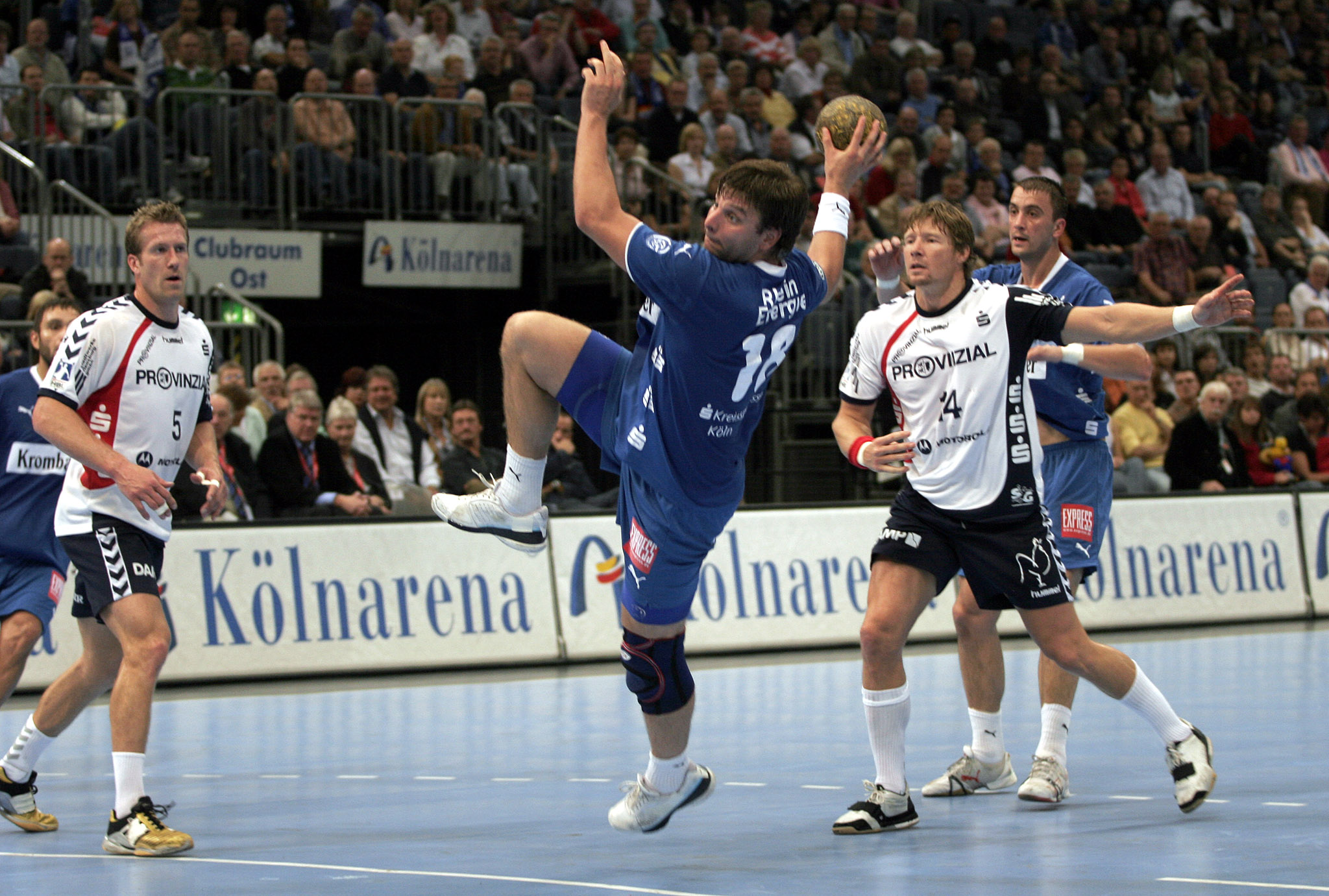
Róbert Gunnarsson, Kreisläufer beim VfL Gummersbach

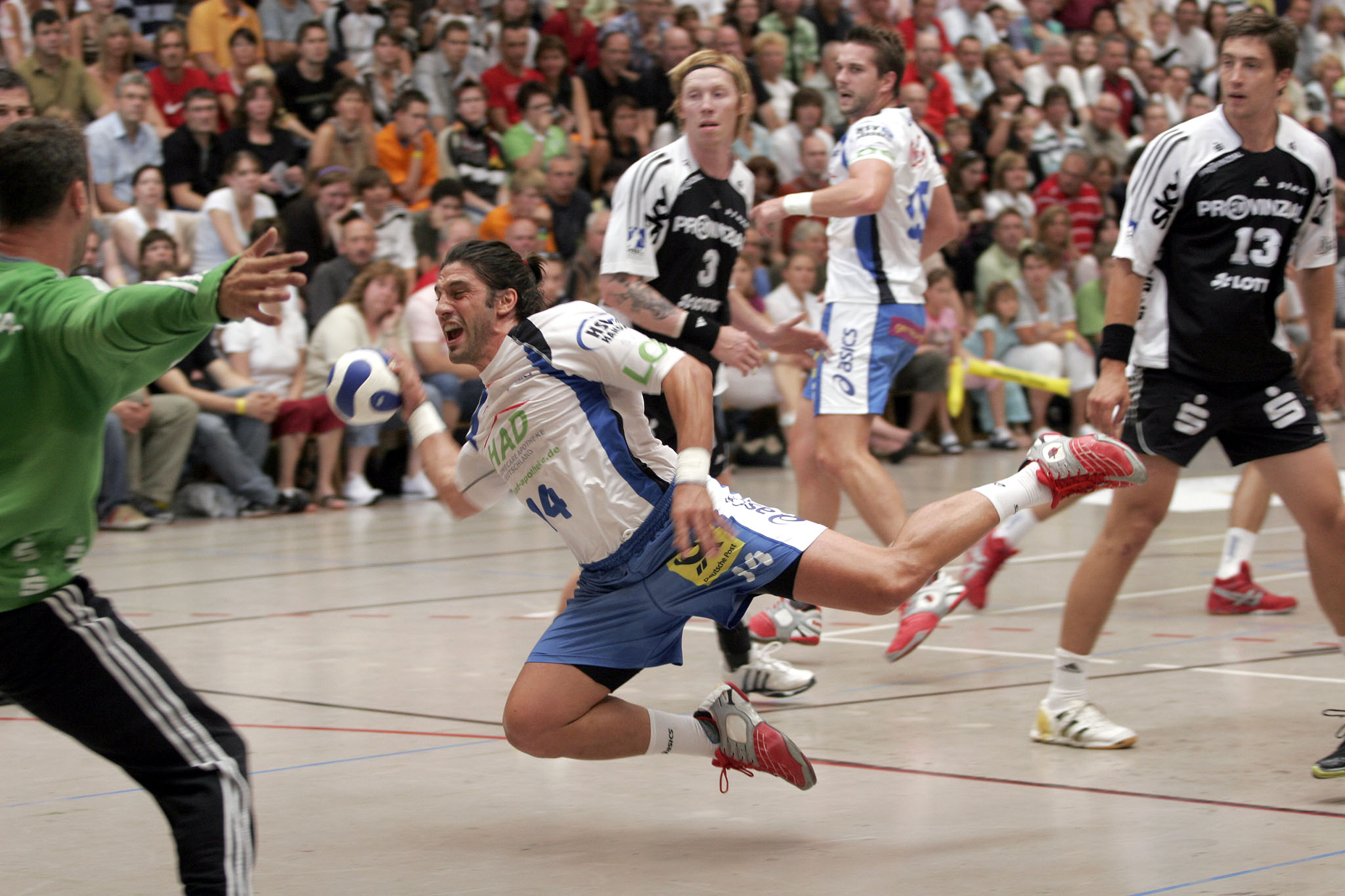
Bertrand Gille, Welthandballer 2002 bei HSV Hamburg

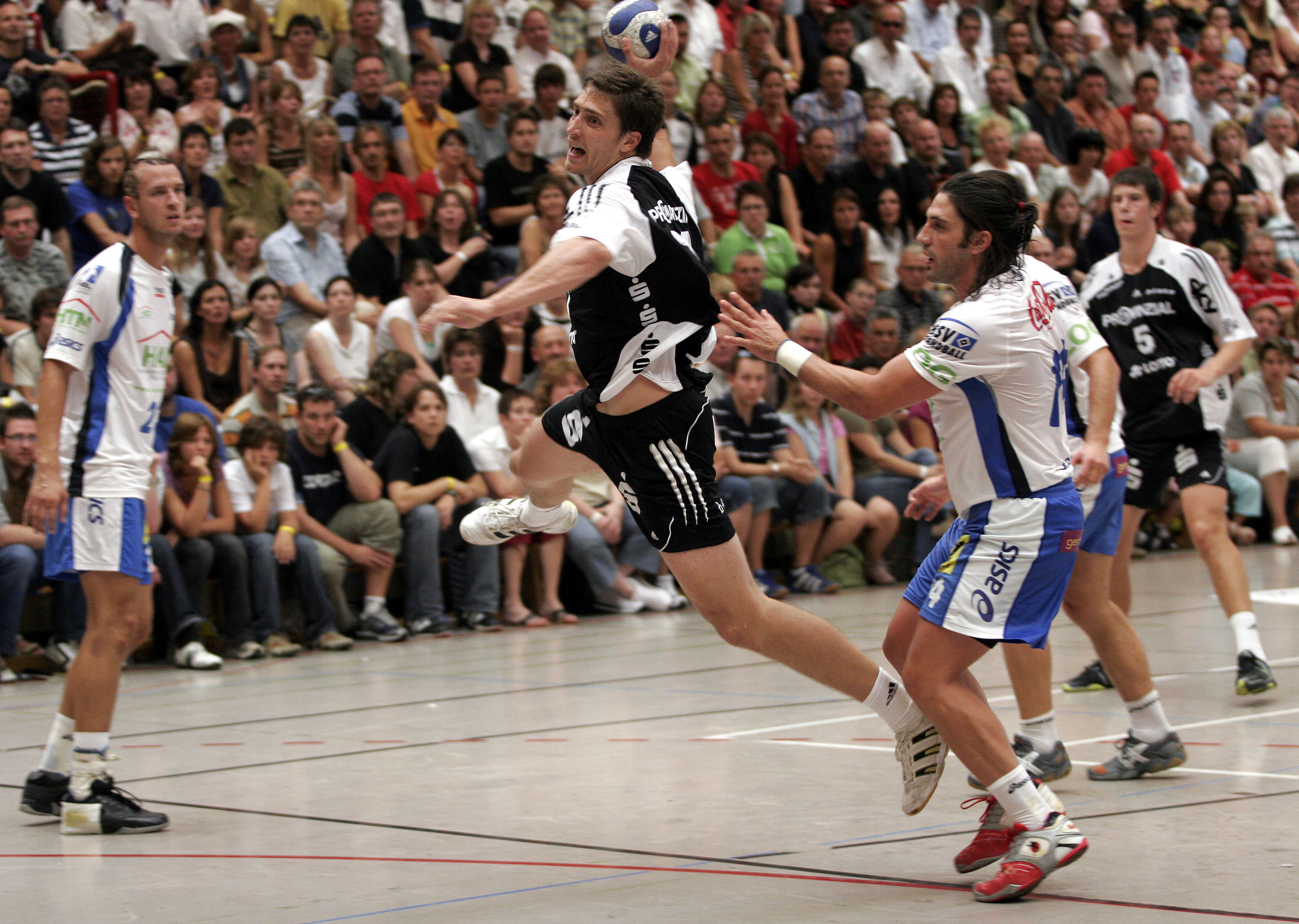
Marcus Ahlm, schwedischer Nationalspieler beim THW Kiel

Ein Kreisläufer (auch: Kreisspieler oder Kreismitte) ist eine Spielposition, beziehungsweise ein Spieler im Handball. Der Kreisläufer ist der Spieler, der sich im Angriffsspiel seiner Mannschaft auf der Höhe des 6-Meter-Kreises, meist mit dem Rücken zum Tor und innerhalb der gegnerischen Abwehr, befindet.

## Anzahl der Kreisläufer im Spiel
In einem typischen Handballspiel mit zwei vollzähligen Mannschaften spielen die Angreifer mit einem Kreisläufer. Mannschaften, die sich, beispielsweise nach einer Zeitstrafe, in Unterzahl befinden, verzichten oft zunächst auf die Besetzung dieser Position. Ersetzt eine Mannschaft, beispielsweise in der Schlussphase eines Spieles, ihren Torwart durch einen siebten Feldspieler, so wird dieser meist als zweiter Kreisläufer eingesetzt.
Während des Spiels setzt sich nach einigen Ballwechseln oft einer der Spieler aus dem Rückraum oder von den Außenpositionen als Kreisläufer an den Kreis ab. Diesen Spielzug nennt man Einlaufen oder Übergang. Diese Spieler sind jedoch keine Kreisläufer im eigentlichen Sinne.

## Aufgaben des Kreisläufers
Eine der wichtigsten Aufgaben eines Kreisläufers ist es, den eigenen Rückraumspielern Lücken im gegnerischen Abwehrverband zu schaffen. Diese können dann durch entsprechende Würfe aus dem Rückraum oder durch das Einbrechen in diese Lücken an den Kreis gelangen und so gegebenenfalls zum Torerfolg kommen. Die Lücken werden durch das Sperren einzelner gegnerischer Spieler eröffnet.
Gleichberechtigt zu dieser Aufgabe muss der Kreisläufer sich selbst durch Sperren und Absetzen freispielen, um so von seinen Mitspielern – meist von den drei Rückraumpositionen – angespielt werden zu können.
Je nach Deckungssystem der Abwehr können die Aufgabenschwerpunkte des Kreisläufers deutlich variieren. Bei relativ offensiv deckenden Gegnern verlässt der Kreisläufer den Abwehrbereich oft, um sich zum Anspiel anzubieten und beispielsweise per Doppelpassspiel seine Mitspieler in günstige Wurfpositionen zu bringen. Kreisläufer sind im Angriff meist in einem intensiven Kontakt mit der gegnerischen Abwehr. Die Aussage, dass Handball ein körperbetontes Spiel sei, wird gerade an dieser Spielposition deutlich. Das Festhalten des Kreisläufers an Armen und Händen oder am Trikot ist zwar ebenso wie das Schubsen nicht zulässig, allerdings oft zu beobachten.
Der Kreisläufer muss bei Freiwürfen, wie alle angreifenden Spieler auch, aus der 9-m-Zone heraustreten. Oft bildet er dann, gegebenenfalls zusammen mit einem oder zwei Mitspielern, dabei den Block für einen der Rückraumschützen. Bei vielen Mannschaften ist der Kreisläufer auch für die Ausführung der
Schnellen Mitte zuständig.
In der Deckung kann ein Kreisläufer prinzipiell alle Positionen einnehmen. Da die Kreisläufer in Spitzenmannschaften in den meisten Fällen körperlich recht stark sind, werden sie kaum auf den Außenpositionen („Flügeln“) oder als „Vorgezogener“ (bei einer 5:1-Deckung) eingesetzt. Diese Spielpositionen werden typischerweise von schnellen und leichteren Spielern besetzt.

## Wichtige Eigenschaften eines Kreisläufers
Die Position des Kreisläufers ist die einzige Spielposition, bei der ein vergleichsweise höheres Körpergewicht vorteilhaft ist, um sich gegen die Gegenspieler, vor allem bei der Drehung mit dem Ball zum Tor, durchsetzen zu können. Gegen die verteidigende Mauer am Kreis ist eine hohe Körperlänge von Vorteil. Die Wurfkraft ist in dieser Position ebenfalls von hoher Bedeutung. Hohes Durchsetzungsvermögen und Fangsicherheit sind wichtig. Ein guter Kreisläufer zeichnet sich außerdem durch ein sicheres Zeitgefühl für das Absetzen und mehrere Wurfvarianten aus.
Die Händigkeit spielt prinzipiell für einen Kreisläufer keine Rolle. Lediglich die bevorzugte Drehrichtung mit dem Ball zum Tor ändert sich mit der Händigkeit. Es können daher Links- und Rechtshänder gleichermaßen auf dieser Position spielen. Da allerdings auf den beiden rechten Angriffspositionen (Rechtsaußen und Rückraum rechts) bevorzugt Linkshänder eingesetzt werden und der Anteil an potenziellen Positionen für Linkshänder (zwei von sechs = 33 %) über der Anzahl an Linkshändern in der Bevölkerung liegt (insbesondere bei Frauen), werden Linkshänder meist schon in der Jugend auf diese beiden Positionen festgelegt. Aus diesem Grund sind linkshändige Kreisläufer relativ selten. Der bekannteste Linkshänder auf der Kreisposition war der Schwede Per Carlén.

## Bekannte Kreisläufer
- Ingolf Wiegert (* 3. November 1957)
- Per Carlén (* 19. November 1960)
- Magnus Wislander (* 22. Februar 1964)
- Ola Lindgren (* 29. Februar 1964)
- Mike Fuhrig (* 17. April 1965)
- Michaela Erler (* 29. Juni 1965)
- Klaus-Dieter Petersen (* 6. November 1968)
- Andreas Rastner (* 10. November 1968)
- Christian Schwarzer (* 23. Oktober 1969)
- Mark Dragunski (* 22. Dezember 1970)
- Rolando Uríos (* 27. Januar 1971)
- Dmitri Nikolajewitsch Torgowanow (* 5. Januar 1972)
- Guéric Kervadec (* 9. Januar 1972)
- Armands Uščins (* 6. Oktober 1973)
- Andrej Klimovets (* 18. August 1974)
- Artur Siódmiak (* 7. Oktober 1975)
- Bertrand Gille (* 24. März 1978)
- Olga Assink (* 25. März 1978)
- Marcus Ahlm (* 7. Juli 1978)
- Oliver Roggisch (* 25. August 1978)
- Johannes Golla (* 5. November 1997)
- Michael V. Knudsen (* 4. September 1978)
- Ljudmila Walerijewna Bodnijewa (* 15. Oktober 1978)
- Bartosz Jurecki (* 31. Januar 1979)
- Jens Tiedtke (* 10. Oktober 1979; † 9. Oktober 2019)
- Frank Løke (* 6. Februar 1980)
- Róbert Gunnarsson (* 22. Mai 1980)
- Igor Vori (* 20. September 1980)
- Sebastian Preiß (* 8. Februar 1981)
- Matthias Flohr (* 29. März 1982)
- Bjarte Myrhol (* 29. Mai 1982)
- Anja Althaus (* 3. September 1982)
- Julen Aguinagalde (* 8. Dezember 1982)
- Heidi Løke (* 12. Dezember 1982)
- Cédric Sorhaindo (* 7. Juni 1984)
- Wiebke Kethorn (* 10. August 1985)
- Manuel Späth (* 16. Oktober 1985)
- Jacob Heinl (* 3. Oktober 1986)
- Patrick Wiencek (* 22. März 1989)
- Luisa Schulze (* 14. September 1990)
- Kari Brattset Dale (* 15. Februar 1991)
- Hendrik Pekeler (* 2. Juli 1991)
- Meike Schmelzer (* 19. Juli 1993)
- Bence Bánhidi (* 9. Februar 1995)
- Jannik Kohlbacher (* 19. Juli 1995)
- Pauletta Foppa (* 22. Dezember 2000)